# Philipp Riehm

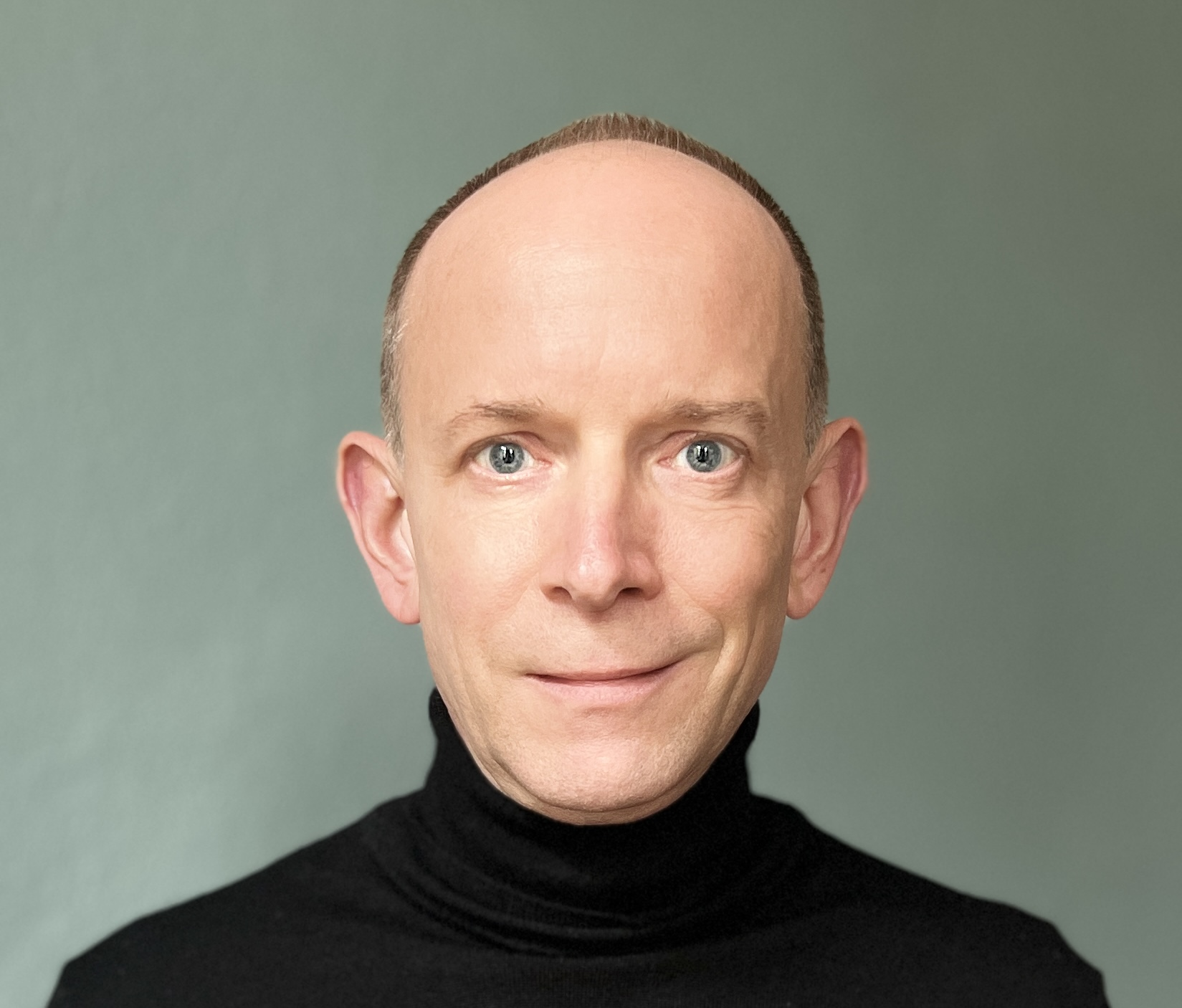
Philipp Riehm

Philipp Riehm (* 1974 in Münster/Westf.) ist ein deutscher Soziologe und Professor für Medienmanagement an der Hochschule Macromedia in Hamburg.

## Leben
Riehm studierte ab 1995 Soziologie, Kommunikationswissenschaften und Psychologie an der Universität Münster. 2001 promovierte er bei Hans Jürgen Krysmanski zum Thema „Video-on-Demand in Deutschland“. Es folgten berufliche Stationen bei den TV-Sendern VOX und SUPER RTL, wo er zuletzt  im Media Controlling tätig war. 2009 erhielt Riehm  eine Professur für Crossmedia- und Onlinemanagement an der heutigen Hochschule Macromedia, wo er bis heute lehrt. 2018/2019 war er gewähltes Mitglied des Hochschulsenats.
2015 erhielt Riehm eine Auszeichnung als „Professor des Jahres“ (3. Platz) von der UNICUM-Stiftung für besonders praxisorientierte Lehre.
Neben der Professur arbeitet Riehm als Paartherapeut und Coach; ausgebildet ist er als systemischer Organisationsberater (nach Fritz B. Simon) und als systemisch-integrativer Paartherapeut (nach Hans Jellouschek). Riehm ist spezialisiert auf Online-Paartherapie. 2023 stellte er die RIFT-Methode vor (Rapid Integration of Feedback & Therapy). Der schnelle Wechsel zwischen therapeutengestützter Selbsterkenntnis und aktiver Beratung soll gerade zu Beginn des paartherapeutischen Prozesses eine schnelle Besserung des Beziehungserlebens ermöglichen. 
Seit 2024 ist Riehm Herausgeber des Forschungsnewsletters für Paartherapie. In diesem Newsletter werden internationale Studien zur Paartherapieforschung vorgestellt, die einen besonderen Beitrag zum Wissenstransfer aus der Forschung in die Praxis darstellen.

## Schriften (Auswahl)
- M. Hettche, J. Schaumann, D. Kim, P. Riehm, M. Clayton: Responses to a Simulated Privacy Invasion: Cross-Cultural Comparisons of Invasion and Reward Effects in the US and Germany. In: Marketing + Public Policy Conference Proceedings. 2023.
- L. Grotkamp, J. Schaumann, P. Riehm: Millennial leaders‘ display of generational cohort stereotypes: A qualitative research approach. In: Journal of Leadership in Organizations. Vol. 2, Nr. 2 2020, S. 57–74.
- Mit M. Behlau: Bitcoin als Tausch- und Zahlungsmittel – Eine Analyse der Chancen und Risiken der Nutzung. In: W. Honekamp, S. Bug (Hrsg.): Polizei-Informatik 2018. Remscheid 2018, ISBN 978-3-96103-326-3.
- Personal. In: M. Schneider (Hrsg.): Management von Medienunternehmen: Digitale Innovationen – crossmediale Strategien. Wiesbaden 2013, ISBN 978-3-8349-4256-2.
- Mit A. Hebbel-Seeger: Kunde 2.0. Wie Unternehmen Social Media nutzen. Berlin 2012, ISBN 978-3-503-13620-9.
- Location Based Services – Sind standortbezogene Dienste die Zukunft des mobilen Marketings? In: Always on. 1/2011.
- Was die Fernsehsender aus den Online-Erfahrungen des Print-Sektors lernen sollten. In: R. Hohlfeld, P. Müller, A. Richter, F. Zacher (Hrsg.): Crossmedia – wer bleibt auf der Strecke? Berlin 2010, ISBN 978-3-643-10557-8.
- Video-on-Demand in Deutschland. Dissertation. Telgte 2001, ISBN 3-935041-12-8.